# Laurence Golborne
Laurence Nelson Golborne Riveros est né le 11 juillet 1961 à Santiago. Ingénieur de formation  et entrepreneur chilien, il a été ministre des Travaux publics jusqu'au 7 novembre 2012, date à laquelle il a annoncé sa décision de se présenter à la présidence du Chili. Il avait auparavant été bi-ministre des Mines et de l'Énergie dans l'administration du président Sebastián Piñera . Il s'est retiré de la campagne présidentielle le  29 avril 2013, après deux scandales publics consécutifs.

## Famille et études
Laurence Nelson Golborne Riveros  a grandi à Maipú , une commune ouvrière du sud-ouest de la capitale Santiago , où son père, Wilfred, un marchand d'origine anglaise a développé une entreprise de quincaillerie.
Le plus jeune de six enfants de la famille, à l'adolescence, Golborne s'est impliqué dans les réunions que le Parti national conservateur organisait contre le gouvernement d'Unité populaire du président Salvador Allende. Néanmoins, sa situation familiale est décrite diversifiée, avec des sympathisants à la fois de gauche et de droite.
Golborne est diplômé de l'Instituto Nacional General José Miguel Carrera, et a ensuite été admis à l' Université Pontificale Catholique du Chili, où il a poursuivi le génie civil. À l'université, il a été honoré comme le meilleur diplômé de sa classe. Il a épousé Karin Oppermann, après avoir annulé son premier mariage catholique. Plus tard, il a étudié l'administration des affaires au Nord - Ouest et Stanford universités aux États-Unis.
Après avoir achevé ses études, Il devient cadre dirigeant de la filiale chilienne d’ExxonMobil.

## Carrière ministérielle

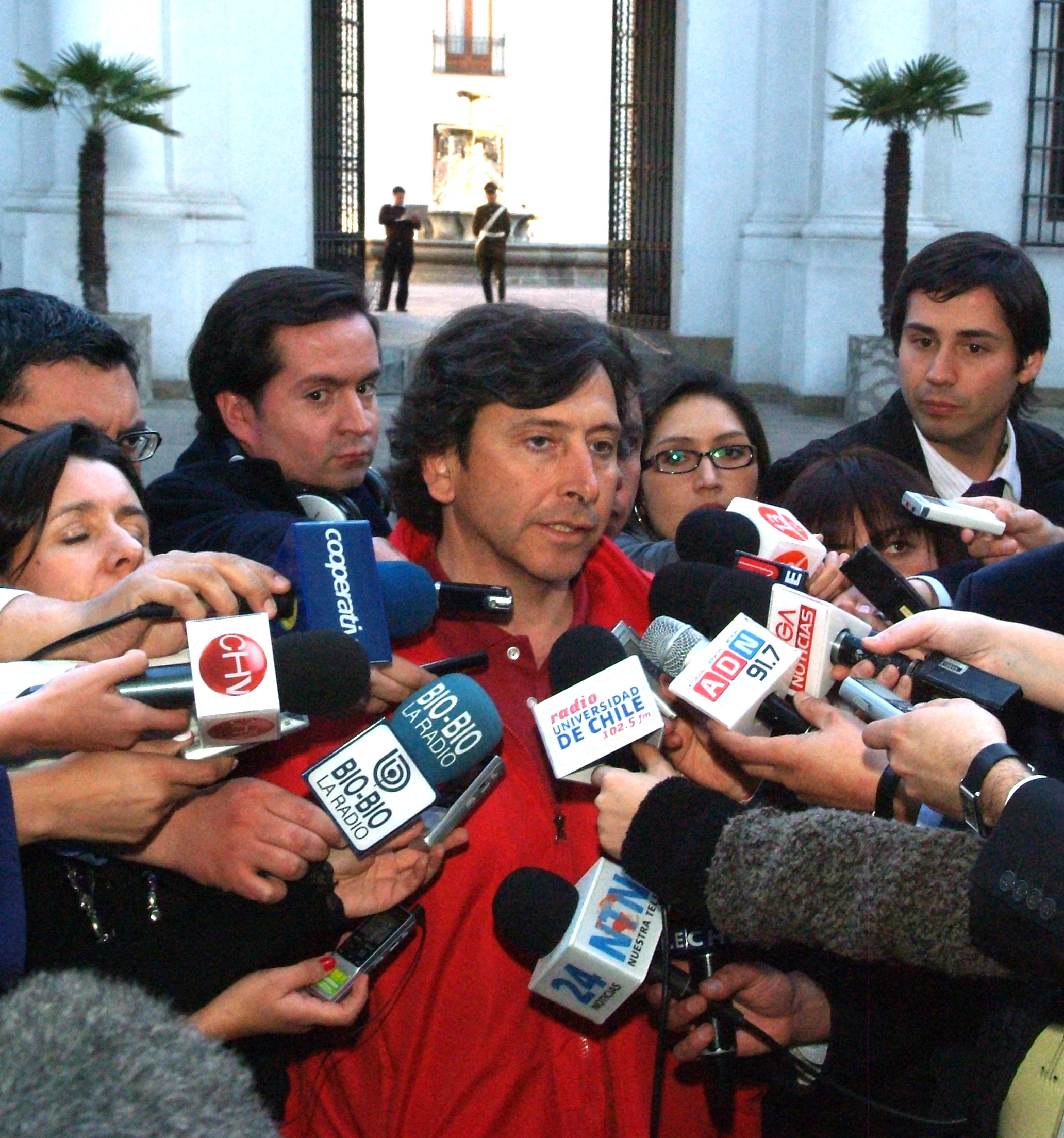
Interview de Laurence Golborne en 2010

Golborne a été nommé ministre des Mines le 11 mars 2010 par le président Sebastián Piñera. En qualité de ministre, il a supervisé les opérations de sauvetage de l'accident minier de Copiapó en 2010. Sa gestion de l'opération de sauvetage lui a permis de devenir le politicien le plus populaire au Chili.
Le 14 janvier 2011, Golborne a été nommé ministre de l'Énergie par le président Piñera. Il a prêté serment le 16 janvier 2011.
En juillet 2011, Golborne a été nommé ministre des travaux publics. Le 7 novembre 2012, il a annoncé sa candidature à l'élection présidentielle chilienne de 2013. Il s'est retiré de la campagne présidentielle le 29 avril 2013, après deux scandales publics consécutifs.
En juillet 2016, Golborne a été inculpé par le procureur du gouvernement chilien pour des infractions fiscales.

## Dans la fiction
- Dans le film Les 33 (2015), Golborne est interprété par Rodrigo Santoro.